# Shahrisabz
Shahrisabz (IPA: [ʃahriˈsabs]; cirill írással: Шаҳрисабз; tádzsik nyelven: Шаирисабз / Sairiszabz; újperzsa nyelven: رهر سب / Rahriszab; orosz nyelven: Шахрисабз / Sahriszabz) egy város  Dél-Üzbegisztánban, Qashqadaryo régióban. A 2014. évi népszámláláskor 100 300 lakosa volt. Shahrisabz 622 méter tengerszint feletti magasságban fekszik. A történelmileg Kesh vagy Kish néven ismert város egykor Közép-Ázsia nagy városa, és Szogdia fontos városi központja volt. Ma elsősorban a 14. századi török-mongol hódító, Timur Lenk születési helyeként ismert.

## Fekvése
Szamarkandtól 80 km-rel délre fekvő település.

## Története

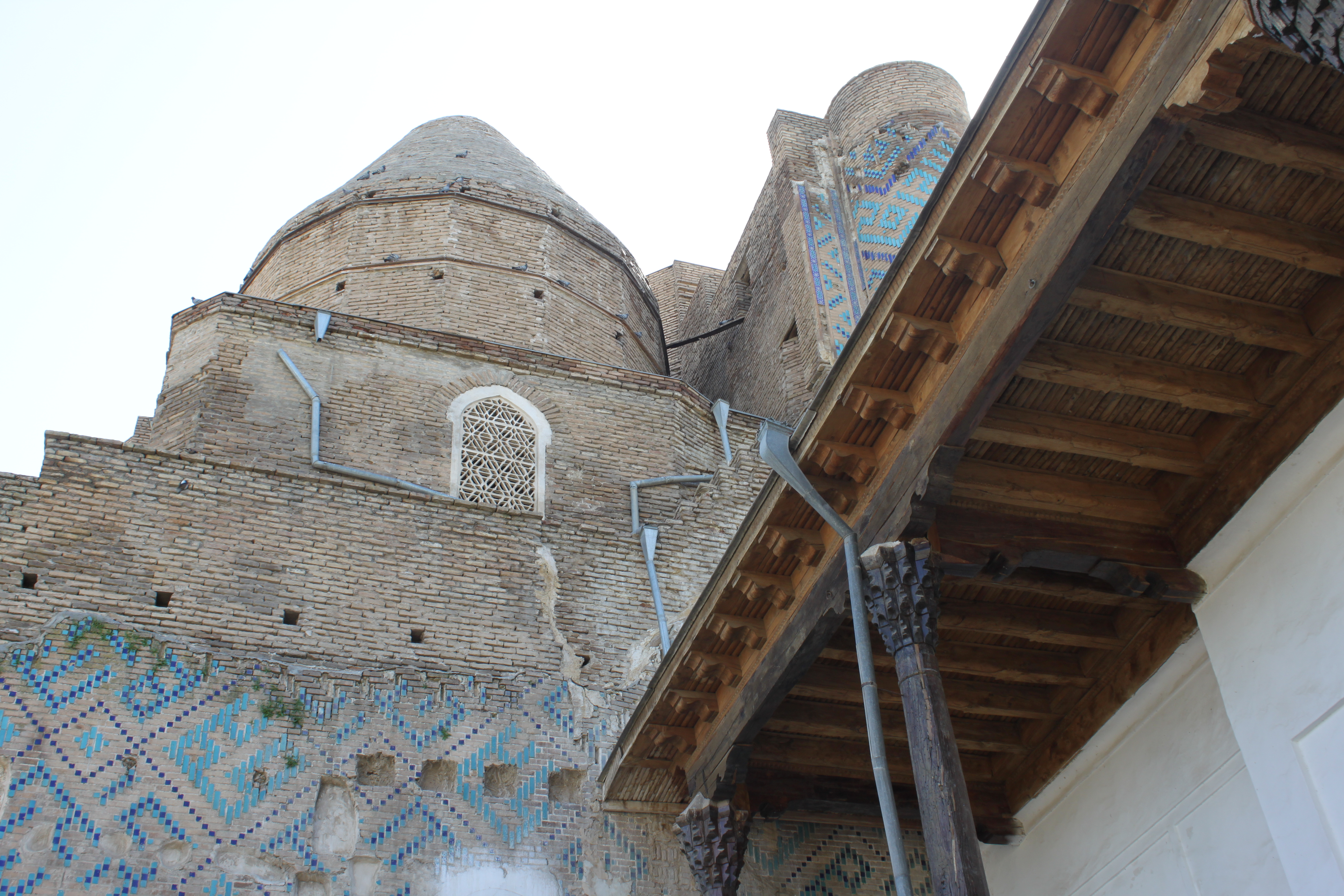
Jahongir mauzóleum

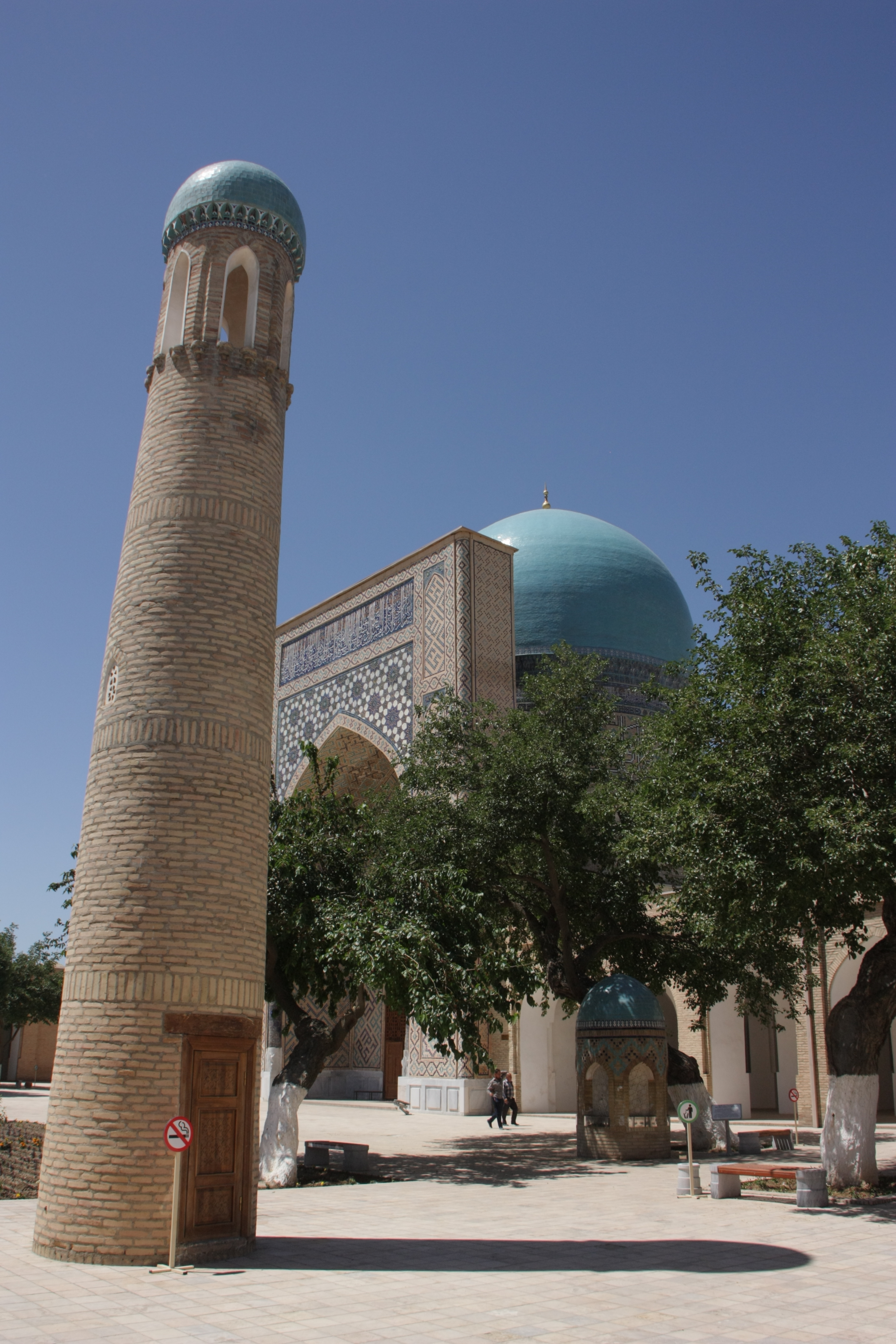
Dor ut-Tilovat minaret

A korábban Kesh vagy Kish néven ismert és az ősi Nautacával azonosított Shahrisabz Közép-Ázsia egyik legősibb városa, melyet több mint 2700 évvel ezelőtt alapítottak. Az egykori selyemút mellett fekvő város a Kr. e. időkben az Achaemenida Birodalom vagy Perzsia része volt. Ez időszak alatt Kesh Szogdiánának, a Birodalom egyik fő tartományának fontos városi központja maradt. A késő Achaemenida-időszak dokumentumai a város falainak felújításáról szólnak. A modern korban nevét Shahrisabzra változtatták.
Nagy Sándor Kr. e. 328-327 között itt a közelben találkozott és vette feleségül Roxánát. 567 és 658 között Kesh a török khaganátok khagánjainak fizetett adót. 710-ben a várost az arabok hódították meg, a kharezmi mongol hódítás után a 13. században a régió a Barlas törzs irányítása alá került.
A 14. és 15. században a város a régió politikai és kulturális központja volt.
1336-ban itt született Timur Lenk, Transzoxánia későbbi uralkodója, aki egy időben Szamarkand helyett Kesht kívánta birodalma fővárosává tenni, és itt néhány monumentális méretű épületet építtetett. A város aranykora is Timur Lenk és utódjai uralmának időszakára esett, ennek emlékét őrzi a történelmi óváros is.
2000-ben Shahrisabz történelmi városközpontját felvették az UNESCO Világörökség listájára, a város a Timurid időszakból számos műemlékkel rendelkezik. 2016 óta a veszélyeztetett világörökség vörös listáján szerepel.

## Shahrisabz történelmi épületei
- Városi fal 6 kapu (1378)
- Oqsaroy(1380)
- Dor ut-Tilavat komplexum
- Shamsuddin Kulol mauzóleum (1373)
- Koʻk gumbaz mecset (1436)
- Gumbazi Sayidon mauzóleum (1438)
- Dorussaodat komplexum (1380)
- Hazrati Imom mecset
- Jahongir mauzóleum
- Timur Lenk sírja
- Malik Ajar mecset (1904)
- Xoja Mirxamida mecset (1914)